# William G. Cambridge
William George Cambridge (* 13. Dezember 1931 in Atlantic, Iowa; † 30. September 2004 in Omaha, Nebraska) war ein US-amerikanischer Jurist. Nach seiner Berufung durch Präsident Ronald Reagan fungierte er von 1988 bis zu seinem Rücktritt im Jahr 2000 als Bundesrichter am Bundesbezirksgericht für den Distrikt von Nebraska.

## Werdegang
Der aus dem Cass County im Südwesten von Iowa stammende William Cambridge besuchte nach seinem Schulabschluss die University of Nebraska in Lincoln, an der er 1953 den Bachelor of Science erwarb. Am College of Law dieser Universität folgte 1955 der Juris Doctor. Anschließend trat er in die United States Army ein, in der bis 1957 diente; vor 1957 bis 1965 gehörte er der Reserve der Army an. Ebenfalls im Jahr 1957 eröffnete er seine eigene Anwaltskanzlei in Hastings, die er bis 1981 betrieb, als er Richter am Nebraska District Court für den zehnten Gerichtsbezirk seines Staates wurde. Diese Funktion übte er bis 1988 aus.
Am 13. April 1988 wurde Cambridge durch Präsident Reagan als Richter am United States District Court for the District of Nebraska nominiert, wo er die Nachfolge von C. Arlen Beam antrat, der im Jahr zuvor an den United States Court of Appeals for the Eighth Circuit gewechselt war. Nach der Bestätigung durch den Senat der Vereinigten Staaten am 27. Mai desselben Jahres konnte er am 6. Juni 1988 sein Amt antreten. Von 1994 bis 1999 war er in der Nachfolge von Lyle Elmer Strom als Chief Judge Vorsitzender dieses Bundesgerichts. Am 11. Juli 2000 erklärte er seinen Rücktritt. Sein Sitz fiel an Laurie Smith Camp; den Vorsitz des Gerichts übernahm Richard G. Kopf. William Cambridge starb am 30. September 2004 in Omaha und wurde auf dem dortigen Evergreen Memorial Park Cemetery beigesetzt.